# Micha Bar-Am

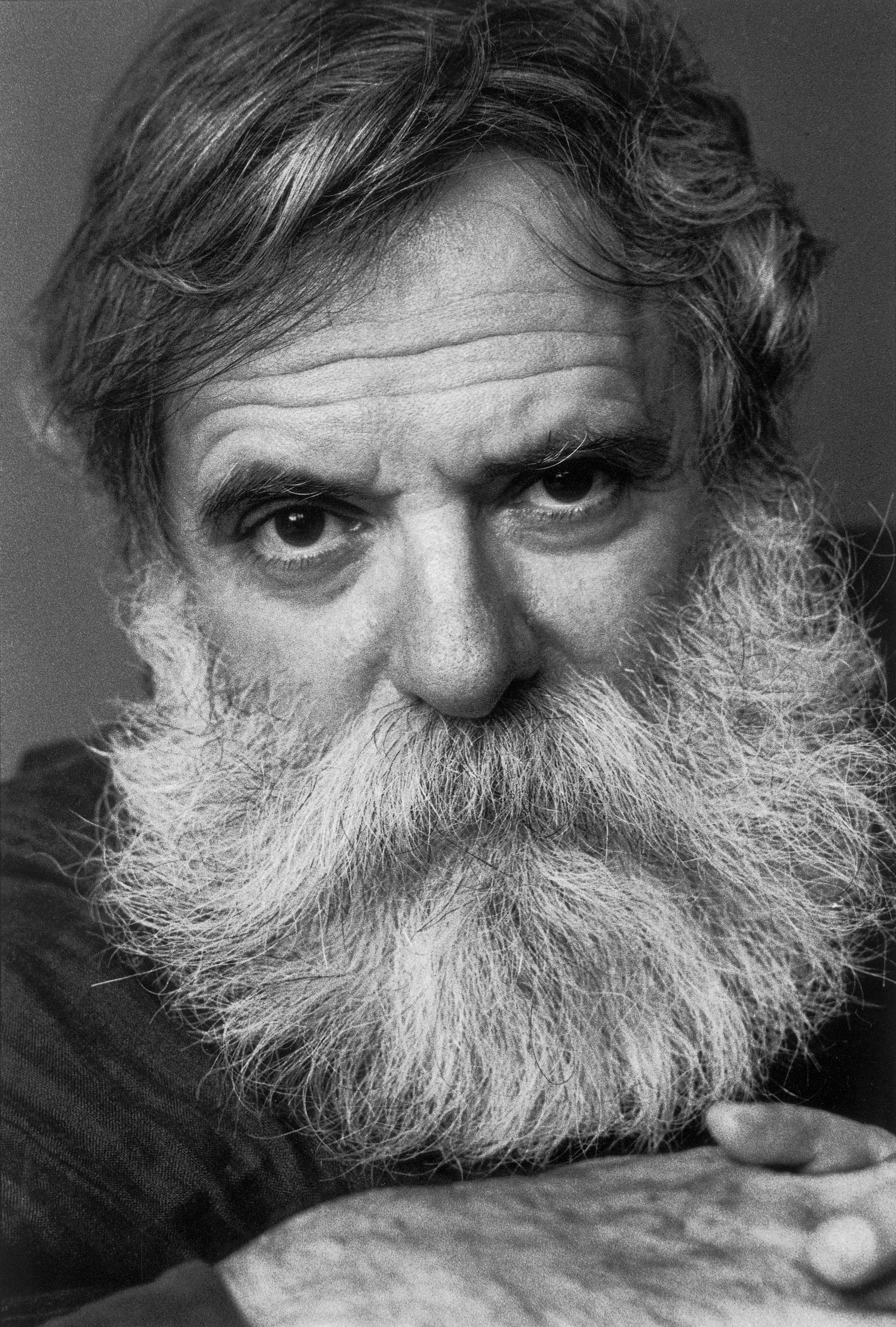
Micha Bar-Am (2013)

Micha Bar-Am (hebräisch מִיכָה בַּר-עַם; geboren als Michael Anguli 26. August 1930 in Berlin) ist ein israelischer Fotograf. Seine bekanntesten Fotos stammen aus dem Sechstagekrieg; er konzentrierte sich dabei nicht so sehr auf das Kampfgeschehen selbst, sondern auf das alltägliche Leben in dieser Zeit.
Bar-Am ist Mitglied der Fotografengenossenschaft Magnum Photos.

## Leben und Werk
Die ersten Jahre seiner Kindheit verbrachte Michael Anguli ab 1932 mit seinen Eltern Max und Berta Anguli und den Schwestern Eva und Dina in Ulm, wo sein Vater Mitinhaber und Geschäftsführer des Kaufhauses Wohlwert/Volksbedarf war. Schon im März 1933 war das Kaufhaus Wohlwert von Boykottaufrufen der Nazis betroffen. 1936 flüchtete die Familie nach Palästina. Sie schifften sich in Triest auf der „Galiläa“ ein.
Micha Bar-Am wuchs in Haifa und in einem Kibbuz auf und begann, das Kibbuzleben mit einer geliehenen Kamera zu dokumentieren. Aktiv im Untergrund, wurde er 1948 zum Militär eingezogen und Mitglied des Palmach. Bar-Am zählte in den 1950er Jahren zu den Mitbegründern des Kibbuz Malkijja nahe der libanesischen Grenze im Norden Israels. Dort arbeitete er als Schweißer und Schlosser. Nach seinem Militärdienst hatte er verschiedene Jobs, bevor er ernsthaft zu fotografieren begann, unter anderem den Krieg im Sinai 1956. Bekannt geworden sind seine Bilder von den Schützengräben in der Wüste Negev. Nach der Veröffentlichung seines ersten Buches mit dem Titel Across Sinai bekam er das Angebot, in der Redaktion des israelischen Armeemagazins Bamachane zu arbeiten, für das er von 1957 bis 1967 als Fotograf und Autor tätig war.
1959 und 1960 wurde er mit dem Robert-Capa-Award ausgezeichnet. 1966 begann Bar-Am, freiberuflich zu arbeiten. Im selben Jahr nahm er das weit verbreitete Bild des ersten Premiers Israels, David Ben Gurion, auf, wie er auf einer Straße in den Abend geht. 1967 dokumentierte er den Sechstagekrieg. Ab Mitte der 1960er Jahre war er zusammen mit Cornell Capa Kurator für mehrere Ausstellungen und Bücher, darunter Israel: The Reality, ausgestellt 1968 im Jüdischen Museum New York, 1970 als Buch erschienen. Ihr Projekt Jerusalem: city of mankind erschien 1974 als Buch und wurde 1973 und 1974 im Israel-Museum in Jerusalem und im Jüdischen Museum New York gezeigt.
Seit 1968 arbeitet Micha Bar-Am als Bild-Korrespondent für Magnum sowie als Israel-Korrespondent und leitender Fotograf für die New York Times, für die er bis 1992 tätig war. Anschließend war er Nahost-Korrespondent der Times. 1974 half er Capa bei der Errichtung des International Center of Photography in New York und wurde aktiver Kurator. Von 1977 bis 1993 war er Kurator für Fotografie im Tel Aviv Museum of Art. Seine Reportagen über Israel sind in zahlreichen Magazinen und Büchern erschienen. Er gilt als einer der Chronisten der Geschichte Israels.
In den USA und in Israel wurde Micha Bar-Am mit großen Einzelausstellungen gewürdigt, etwa 1975 im Israel-Museum in Jerusalem, 1978 und 1981 im Beit Hatefutsot, dem Nahum Goldmann Diaspora Museum in Tel Aviv sowie 1982 und 1998 im von Cornell Capa gegründeten International Center of Photography in New York, in dessen Sammlung auch einige seiner Arbeiten eingingen. Im Jahr 2000 veranstaltete das Stadthaus Ulm die bis dahin umfassendste Ausstellung des Werkes von Micha Bar-Am in Europa. Aus diesem Anlass kehrte er erstmals in die Stadt seiner Kindheit zurück. Im selben Jahr erhielt er den Israel-Preis, die höchste Auszeichnung für kulturelles Schaffen des Staates Israel.
Micha Bar-Am lebt in Ramat Gan. Er ist mit der Künstlerin Orna Bar-Am verheiratet. Sie haben drei Söhne: Ahuvia, Barak und Nimrod Bar-Am.

## Filme
- 1341 Bilder von Krieg und Liebe (1341 Frames of Love and War). Dokumentarfilm, Israel, Großbritannien, USA 2022, 89 Min., Buch und Regie: Ron Tal. Das Porträt wurde bei auf der Berlinale 2022 in der Sektion Berlinale Special uraufgeführt.[12]

## Zitate
„I have adopted Robert Capa’s saying: “If your photographs aren’t good enough, you weren’t close enough.” But in retrospect I add a corollary: If you’re too close, you lose perspective. It is not easy to be fair with the facts and keep your own convictions out of the picture. It is almost impossible to be a participant as well as the observer, witness and interpreter of an event. The effort brings great frustration, and equally great reward.“

„Ich habe mir den Spruch von Robert Capa zu eigen gemacht: „Wenn deine Fotos nicht gut genug sind, warst du nicht nah genug dran.“ Aber im Blick zurück füge ich eine Ergänzung hinzu: Wenn du zu nahe am Geschehen bist, verlierst du die Perspektive. Es ist nicht leicht, den Tatsachen gerecht zu werden und seine eigenen Überzeugungen außen vor zu lassen. Es ist fast unmöglich, sowohl Beteiligter als auch Beobachter, Zeuge und Deuter eines Ereignisses zu sein. Die Anstrengung bringt große Frustration, aber auch große Belohnung.“